# Lampedusa e Linosa
Lampedusa e Linosa é uma comuna italiana da região da Sicília, província de Agrigento, com cerca de 6.025 habitantes. Estende-se por uma área de 25,48 km², tendo uma densidade populacional de 230 hab/km². A área deste município é a soma das superfícies de duas ilhas mediterrâneas: Lampedusa e Linosa.

## Demografia
| Variação demográfica do município entre 1861 e 2011                               |
|                                                                                   |
| Fonte: Istituto Nazionale di Statistica (ISTAT) - Elaboração gráfica da Wikipedia |